# Tamoyo
Tamoyo (Tamoio), jedno od starih plemena Tupi Indijanaca, porodica tupian, koji su u domorodačko doba živjeli na obalnom području brazilske države Rio de Janeiro, uključujući i otok Ilha Grande, kojeg su oni nazivali Ipaum Guaçu (Ipaum = otok i Guaçu = velik).. 
Od ostalih susjeda su se razlikovali. Bili su jak borben narod, vičan luku i strijeli koji je živio od lova i ribolova, a naselja su im bila zaštićena drvenim palisadama-caiçaras.
Tamoyosi u kasnom 16. stoljeću ratuju protiv Portugalaca i njihovih indijanskih pomagača, koje predvodi Martim Correa de Sá, guvernerov sin. U nekim akcijama sudjeluje i izvjesni Anthony Knivet, pomorac koji je došao s brodom Thomasa Cavendisha i kojeg su zarobili Portugalci, pa je gotovo deset godina proveo u Brazilu. 
Prema njemu godine 1596. 700 Portugalaca i 2.000 indijanskih saveznika napalo je na njih, ali je operacija propala a Portugalci su se povukli s gubitkom od 150 ljudi, a Knivet i njegova malena skupina su zarobljeni. Tamoyosi su Portugalce (prema Knivetu pojeli, a on se spasio tako što se predstavljao kao Francuz, s kojima su ovi Indijanci bili u dobrim odnosima. Na njegov nagovor pokrenuli su masovnu seobu (njih 30.000) i porazili i zauzeli zemlju plemena Carijó koje su Portugalci pozvali u pomoć. Martím Correa de Sá napokon ih je pronašao i zarobio bez borbe, pobivši ih 10.000 a ostale zarobio, uključujući i Kniveta.